# Карен Чшмаритян
Карен Юрикович Чшмаритян (вірм. Կարեն Ճշմարիտյան, 12 вересня 1959, Єреван) — вірменський державний діяч.

## Життєпис
Народився 12 вересня 1959 року у Єревані.
- 1976—1980 — Єреванський інститут народного господарства за спеціальністю «планування промисловості»
- 1982—1985 — аспірантура Єреванського інституту народного господарства.
- 1980 — економіст у Вірменській філії Науково-дослідного інституту планування і нормативів Держплану СРСР.
- 1981—1982 — служив у радянській армії.
- 1985—1990 — працював в Держпостачі Вірменської РСР, обіймав посади старшого економіста, головного спеціаліста, начальник фінансового підвідділу.
- 1990—1991 — заступник генерального директора республіканського об'єднання «Армэлектромашоптторг» Держпостачу Вірменської РСР.
- 1991—1993 — начальник головного управління міністерства матеріальних ресурсів Вірменії.
- 1993—1996 — заступник міністра матеріальних ресурсів Вірменії.
- 1996—1997 — обіймав посаду начальника управління зовнішньої торгівлі міністерства торгівлі, обслуговування і туризму Вірменії.
- 1997—1998 — перший заступник міністра торгівлі і промисловості Вірменії.
- 1999—2002 — міністр торгівлі і промисловості Вірменії.
- 2002—2007 — міністр торгівлі та економічного розвитку Вірменії
- 12 травня 2007 — обраний депутатом парламенту. Член постійної комісії з питань європейської інтеграції. Член партії «РПА»
- 2012 — обраний депутатом парламенту. Член постійної комісії з державних і правових питань. Член Республіканської партії Вірменії.
- 22 квітня 2014 року призначений міністром економіки Вірменії.